# پرس‌وجو (فیلم ۲۰۰۶)
پرسش (به ایتالیایی: L'inchiesta) (همچنین با نام تحقیقات نیز شناخته می‌شود) یک فیلم درام و تاریخی ایتالیایی محصول سال ۲۰۰۶ به کارگردانی جولیو بازه با بازی دانیل لیوتتی و دولف لاندگرن می‌باشد. این فیلم یک بازسازی از فیلمی با همین نام محصول سال ۱۹۸۶ می‌باشد.

## بازیگران
- دانیله لیوتی در نقش تیتوس والریوس تورس
- دولف لاندگرن در نقش بریکسوس
- مونیکا کروز در نقش تابیتا
- هریستو شاپوف در نقش پونتیوس پیلاطس
- هریستو ژیوکوف در نقش استفانو
- اورنلا موتی در نقش مریم مجدلیه
- اف. موری آبراهام در نقش ناتان
- ماکس فون سیدو در نقش تیبریوس
- آنا کاناکیس در نقش کلودیا پروکولا
- انریکو لو ورسو در نقش پطرس
- فابریتسیو بوچی در نقش عیسی مسیح
- روبرتو پندیچینی
- میریام کاندورو